# Lisowe (przystanek kolejowy)
Lisowe (ukr. Лісове) – przystanek kolejowy w miejscowości Lisowe, w rejonie żmeryńskim, w obwodzie winnickim, na Ukrainie. Położony jest na linii Żmerynka – Mohylów Podolski – Ocnița.